# Montfaucon de Velai
Montfaucon de Velai (en francès Montfaucon-en-Velay) és un municipi francès situat al departament de l'Alt Loira i a la regió d'Alvèrnia-Roine-Alps. L'any 2007 tenia 1.185 habitants.

## Demografia

### Població
El 2007 la població de fet de Montfaucon-en-Velay era de 1.185 persones. Hi havia 507 famílies de les quals 183 eren unipersonals (80 homes vivint sols i 103 dones vivint soles), 149 parelles sense fills, 141 parelles amb fills i 34 famílies monoparentals amb fills.
La població ha evolucionat segons el següent gràfic:
Habitants censats

### Habitatges
El 2007 hi havia 647 habitatges, 510 eren l'habitatge principal de la família, 56 eren segones residències i 81 estaven desocupats. 455 eren cases i 191 eren apartaments. Dels 510 habitatges principals, 341 estaven ocupats pels seus propietaris, 158 estaven llogats i ocupats pels llogaters i 10 estaven cedits a títol gratuït; 3 tenien una cambra, 40 en tenien dues, 93 en tenien tres, 160 en tenien quatre i 214 en tenien cinc o més. 385 habitatges disposaven pel capbaix d'una plaça de pàrquing. A 218 habitatges hi havia un automòbil i a 210 n'hi havia dos o més.

### Piràmide de població
La piràmide de població per edats i sexe el 2009 era:
| Homes | Edats   | Dones |
| ----- | ------- | ----- |
| 0     | 95 o +  | 4     |
| 4     | 90 a 94 | 8     |
| 4     | 85 a 89 | 24    |
| 4     | 80 a 84 | 32    |
| 24    | 75 a 79 | 24    |
| 24    | 70 a 74 | 40    |
| 24    | 65 a 69 | 32    |
| 40    | 60 a 64 | 28    |
| 52    | 55 a 59 | 40    |
| 40    | 50 a 54 | 60    |
| 44    | 45 a 49 | 36    |
| 32    | 40 a 44 | 36    |
| 44    | 35 a 39 | 48    |
| 28    | 30 a 34 | 28    |
| 56    | 25 a 29 | 32    |
| 36    | 20 a 24 | 28    |
| 24    | 15 a 19 | 40    |
| 36    | 10 a 14 | 28    |
| 40    | 5 a 9   | 40    |
| 32    | 0 a 4   | 32    |

## Economia
El 2007 la població en edat de treballar era de 692 persones, 485 eren actives i 207 eren inactives. De les 485 persones actives 441 estaven ocupades (255 homes i 186 dones) i 44 estaven aturades (18 homes i 26 dones). De les 207 persones inactives 85 estaven jubilades, 54 estaven estudiant i 68 estaven classificades com a «altres inactius».

### Ingressos
El 2009 a Montfaucon-en-Velay hi havia 527 unitats fiscals que integraven 1.208 persones, la mediana anual d'ingressos fiscals per persona era de 15.068,5 €.

### Activitats econòmiques
Dels 101 establiments que hi havia el 2007, 4 eren d'empreses alimentàries, 2 d'empreses de fabricació d'elements pel transport, 9 d'empreses de fabricació d'altres productes industrials, 9 d'empreses de construcció, 27 d'empreses de comerç i reparació d'automòbils, 7 d'empreses de transport, 9 d'empreses d'hostatgeria i restauració, 2 d'empreses d'informació i comunicació, 3 d'empreses financeres, 4 d'empreses immobiliàries, 10 d'empreses de serveis, 11 d'entitats de l'administració pública i 4 d'empreses classificades com a «altres activitats de serveis».
Dels 29 establiments de servei als particulars que hi havia el 2009, 1 era una oficina d'administració d'Hisenda pública, 1 gendarmeria, 1 oficina de correu, 2 oficines bancàries, 4 tallers de reparació d'automòbils i de material agrícola, 1 autoescola, 1 paleta, 1 guixaire pintor, 5 fusteries, 1 electricista, 3 perruqueries, 4 veterinaris, 3 restaurants i 1 agència immobiliària.
Dels 11 establiments comercials que hi havia el 2009, 1 era una botiga de més de 120 m², 3 fleques, 2 carnisseries, 1 una llibreria, 1 una botiga de roba, 2 drogueries i 1 una perfumeria.
L'any 2000 a Montfaucon-en-Velay hi havia 14 explotacions agrícoles que ocupaven un total de 423 hectàrees.

## Equipaments sanitaris i escolars
El 2009 hi havia 1 centre de salut i 1 farmàcia.
El 2009 hi havia 2 escoles elementals.

## Poblacions més properes
El següent diagrama mostra les poblacions més properes.